# فاضل محمد فاضل
فاضل محمد فاضل (1 نوفمبر 1992) ممثل عراقي.

## حياته
ولد في مدينة البصرة محافظة البصرة عمل في صغره مصور أعراس وحفلات تخرج، وله تجارب في الرسم، تخرج من معهد الفنون الجميلة في البصرة، وكان عضو نقابة الفنانين من عام 2017 ورئيس كادر «نحن المستقبل» للإنتاج الفني من عام 2013.

## مشواره المهني
انطلاقته كانت عام 2007 من خلال المسرح، عمل مخرجاً سينمائياً، أول فيلم قدمه كان بعنوان«سعاد» عام 2007، خاض بعدها مجال التمثيل السينمائي؛ ظهوره الأول كان في المسرح عام 2010 من تأليف الكاتب حامد المالكي واخراج المخرج علي عدنان. حقق شهرته من خلال الأعمال المسرحية التي عرضت في الناصرية، في يونيو 2018

## أعماله[3]

### في السينما
| سنة الإنتاج | الفيلم            | الشخصية |
| ----------- | ----------------- | ------- |
| 2007        | سعاد              |         |
| 2009        | اصدقاء لكن اغبياء |         |
| 2009        | طريق الوهم        |         |
| 2011        | مالم يحدث         |         |
| 2011        | مجهول             |         |
| 2012        | عشق وجزاء         |         |
| 2017        | خيوط متشابكة      |         |
| 2018        | تحدي challenge    |         |
| 2019        | shezlog           |         |

### في المسرح
| سنة الإنتاج | المسرحية          | الشخصية |
| ----------- | ----------------- | ------- |
| 2010        | يأس               |         |
| 2013        | يانعيمة           |         |
| 2013        | دماء النصر        |         |
| 2014        | اجهاض             |         |
| 2018        | انتخبوا ماما      |         |
| 2019        | دولة زوية         |         |
| 2020        | رقصا ايها القانون |         |
| 2020        | طف معاصر          |         |
| 2020        | رفع إلى الأسفل    |         |